# Anna Muzitxuk
Anna Olèhivna Muzitxuk (ucraïnès: А́нна Оле́гівна Музичу́к; eslovè: Ana Muzičuk; Lviv, 28 de febrer de 1990) és una jugadora d'escacs ucraïnesa, que té el títol de Gran Mestre. Des de 2004 fins a 2014 va jugar representant Eslovènia. És la quarta dona, després de Judit Polgár, Humpy Koneru i Hou Yifan, que ha passat dels 2600 punts d'Elo, amb 2606 punts el juliol de 2012. El 2016 va guanyar el Campionat del món femení de semiràpides, i el campionat del món femení de blitz.
Muzitxuk s'ha posicionat també com a activista pels drets de la dona i el desembre de 2017 va guanyar notorietat arran de la seva renúncia a defensar dos títols mundials a l'Aràbia Saudita, en protesta per la situació de les dones en aquest país.
A la llista d'Elo de la FIDE del març de 2022, hi tenia un Elo de 2531 punts, cosa que en feia la jugadora número 2 (femenina, en actiu) d'Ucraïna, el número 29 del rànquing ucraïnès absolut, i la 8a millor jugadora mundial. El seu màxim Elo va ser de 2606 punts, a la llista del juliol de 2012.

## Primers anys
Muzitxuk va aprendre escacs des dels dos anys gràcies als seus pares, entrenadors professionals d'escacs. Va jugar el seu primer torneig amb cinc anys; i el mateix any va quedar segona al campionat femení sub-10 de la província de Lviv.

## Resultats destacats en competició
Des de 1997 fins a 2005 va guanyar diverses medalles a Ucraïna, l'europeu juvenil i el Campionat Mundial Juvenil. Entre els seus èxits juvenils, hi consten:
- 1997: Argent al Campionat Europeu Femení (menors de 10 anys)
- 1998: Or al Campionat Europeu Femení de (menors de 10 anys).
- 1999: Argent al Campionat Europeu Femení (menors de 10 anys)
- 2000: Or al Campionat Europeu Femení (menors de 10 anys)

Or al Campionat Ucraïnès Femení (menors de 10 anys)
Bronze al Campionat Mundial Femení (menors de 10 anys)
- 2001: Argent al Campionat Europeu Femení (menors de 12 anys).
- 2002: Or al Campionat Ucraïnès Femení (menors de 12 anys)

Argent al Campionat Mundial Femení (menors de 12 anys)
- 2003: Or al Campionat Ucraïnès Femení (menors de 14 anys)

Or al Campionat Femení d'Ucraïna.
- 2004: Or al Campionat Ucraïnès Femení (menors de 14 anys)

Argent al Campionat Mundial Femení (menors de 14 anys)
Or al Campionat Femení d'Ucraïna.
- 2005: Or al Campionat Mundial Femení (menors de 16 anys)

Va guanyar el títol de Mestra FIDE Femenina el 2001 i Mestra Internacional Femenina el 2002.
El 2004, va començar a jugar amb Eslovènia per una coincidència: la Federació d'Escacs d'Eslovènia li va oferir un contracte durant 10 anys. Va jugar al club de Ljubljana i, des del 2004, per l'equip nacional olímpic d'Eslovènia. Els va representar primer en categories infantils i després en torneigs d'adults, i va arribar a ser la millor jugadora eslovena i la tercera a nivell mundial. Na Muzitxuk va seguir jugant amb Eslovènia fins i tot mentre va viure a Stri (Ucraïna); mentre la seva germana Maria va representar dos cops l'equip nacional ucraïnès.
El 2007 va guanyar el campionat europeu d'escacs blitz; i va acabar segona al campionat femení de ràpides. Ambdós es van disputar a Predeal (Romania). Va aconseguir el títol de Mestra Internacional el 2007 i el de Gran Mestra el 2012. El 2010 va jugar el torneig d'escacs Corus, Grup B; acabant en desè lloc i amb una puntuació de 5½ sobre 13; assolint un ELO de 2583. El mateix any, va guanyar el Campionat Mundial Femení Junior a Chotowa (Polònia).
Va aconseguir la medalla de bronze al Campionat Europeu Femení el 2012. El mateix any, va participar en l'ACP Clàssic Daurat a Amsterdam juntament amb Vassil Ivantxuk, Gata Kamsky, Emil Sutovsky, Le Quang Liem, Krishnan Sasikiran i Baadur Jobava. Era un torneig round-robin on es jugaven dues hores i mitja per quaranta moviments. Va acabar quarta amb una puntuació de 3/6 i un ELO de 2721.
Muzitxuk va acabar quarta el 2014 al Torneig Tata Acer, fent 8/13 (+4=8-1). A l'abril de 2014, va guanyar el Campionat Mundial Femení de Blitz. El maig de 2014, va tornar a la federació escaquística ucraïnesa. Va guanyar el campionat femení d'Ucraïna el 2014, a Lviv. El gener de 2016, va guanyar el primer premi femení al torneig de Mestres del Tradewise al Festival d'Escacs de Gibraltar.
El desembre de 2016 va guanyar el Campionat Mundial Femení de Ràpides ; i dos dies més tard va defensar el Títol Mundial Femení de Blitz. El 2017 va renunciar a defensar els seus títols a l'Aràbia Saudita com a protesta pels drets de la dona en aquest país.
El maig de 2019 fou una de les vuit jugadores que va disputar el recentment reinstaurat Torneig de Candidates que serviria per determinar l'aspirant al títol mundial en el Campionat del món d'escacs femení de 2020, i hi acabà segona, amb 8/12 punts; la campiona fou Aleksandra Goriàtxkina.

## Competicions per equips
Va jugar com a primer tauler de l'equip femení per Eslovènia a les Olimpíades d'Escacs de 2004, 2006, 2008, 2010 i 2012. A les seves primeres Olimpíades, l'2004, va vèncer entre d'altres a la campiona mundial femenina, n'Antoaneta Stefanova. A les 37enes Olimpíades d'Escacs de 2006 la selecció femenina d'Eslovènia va acabar desena.
El 2014, a les 41enes Olimpíades d'Escacs, na Muzitxuk va jugar al primer tauler amb l'equip ucraïnès; que va acabar tercer, darrere la Rússia i la Xina. A l'Europeu Femení per equips de 2015, va contribuir a l'argent d'Ucraïna. A les 42enes Olimpíades d'Escacs, jugades a Baku (Azerbaitjan), na Muzitxuk va jugar al primer tauler de l'equip femení; assolint la medalla d'argent de l'equip ucraïnès i el primer premi a ella per la seva excel·lent actuació.

## Vida personal
La seva germana petita Maria fou la campiona Mundial femenina d'Escacs del 2015. Viu a Stri amb els seus pares i la seva germana.